# Боснія (вілаєт)
Босні́йський вілає́т (тур. Bosna Vilayeti, серб. Босанскі вілајет, босн. Vilajet Bosna) — вілаєт Османської імперії, до складу якого входила майже вся територія сучасної Боснії і Герцеговини (наприкінці XIX століття його площа становила приблизно 46 тисяч км²). Утворений 1867 року замість боснійського еялету.
Де-факто існував лише 11 років до окупації Боснії і Герцеговини австро-угорськими військами 1878 року, фактично скасований тільки 1908-го.

## Адміністративно-територіальний поділ
- Баня-Лукський санджак
- Бихачський санджак
- Боснійський санджак
- Герцеговинський санджак
- Зворникський санджак
- Травнікський санджак
- Ново-Пазарський санджак (1877-го увійшов до складу Косовського вилайєту)[3].

## Керманичі
- Шериф Осман-паша
- Сафвет-паша
- Акіф Мехмед-паша
- Мехмед Асім-паша
- Мехмед Рашид-паша
- Мустафа Асім-паша
- Дервиш Ібрагим-паша
- Ахмед Хамді-паша
- Реуф-паша
- Ібрагим-паша
- Мехмед Назіф-паша